# 마누엘 핀투 다 코스타
마누엘 핀투 다 코스타(포르투갈어: Manuel Pinto da Costa, 1937년 8월 5일 ~ )는 상투메 프린시페의 경제학자이자, 포르투갈로부터 독립한 1975년부터 1991년까지, 2011년부터 2016년까지 대통령을 지냈다. 그는 일당제를 도입하였으며, MLSTP 아래에서 사회주의 체제를 운영하였다. 그는 독일 민주 공화국에서 교육받았으며, 포르투갈어와 독일어를 유창하게 구사하였다.
그는 민주주의가 도입된 1996년에 47.26%를 득표하여 미겔 트로보아다에 밀려 대통령 연임에 실패하였으며, 2001년에는 약 40%를 득표하여 프라디크 드 메네제스에 패하였다.
1998년 5월에 열린 MLSTP의 임시 의회에서 그는 반대 없이 당 대표로 선출되었으며, 2005년 2월 길레르므 포제르 다 코스타가 그의 뒤를 이었다.
2002년, 그의 사무소가 무장 강도에게 습격당했으며, 이러한 행동의 의도는 밝혀지지 않았다.
2011년 재선되어 다시 대통령으로 취임했으나, 2016년 이바리슈투 카르발류에게 패했으며 2016년 9월 3일에 퇴임하였다.